# Jan Felkl

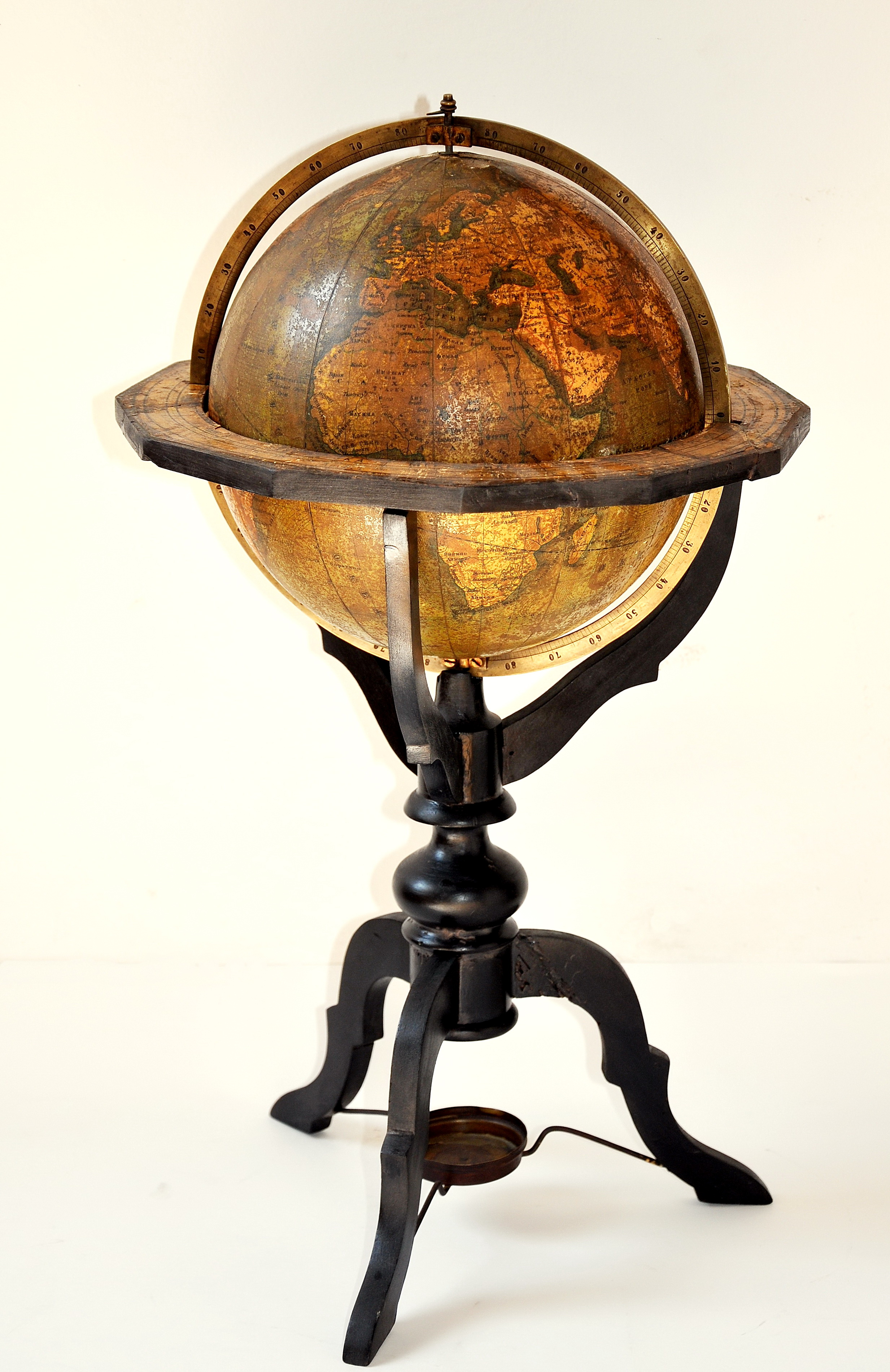
Globo terráqueo de la firma Jan Felkl fechado en 1875, procedente del Museo de Ciencia y Tecnología de Belgrado (Serbia).

Jan Felkl (Banín, 20 de mayo de 1817-Roztoky, 7 de octubre de 1887) fue un industrial y fabricante de globos terráqueos checo. Procedente de Banín, se instaló en Praga, donde conoció al cartógrafo y fabricante de globos terráqueos Václav Merklas. Poco después, Merklas regaló sus herramientas a Felkl, quien instaló su propio taller en la Ciudad vieja de Praga a principios de la década de 1850.
La empresa de Felkl creció rápidamente y con el tiempo se convirtió en la empresa manufacturera mundial más importante y conocida a nivel internacional de Austria-Hungría. En 1870 la fábrica para la fabricación de los globos terráqueos de Felkl se trasladó de Praga a la cercana ciudad de Roztoky. En 1873 producía 15 000 globos terráqueos al año y, en 1877, en 17 idiomas. Después de la muerte de Jan Felkl, la empresa continuó produciendo globos terráqueos hasta 1952, cuando cerró debido a los reveses sufridos por la pérdida de mercado tras la disgregación de Austria-Hungría, los conflictos legales, la Segunda Guerra Mundial, la instalación del régimen comunista y, sobre todo, el endurecimiento de la competencia.

## Primeros años de vida
Jan Felkl nació el 20 de mayo de 1817 en Banín, en lo que hoy es la República Checa y entonces era el Imperio austríaco. Era hijo de un granjero de etnia alemana. Su interés por la fabricación de globos terráqueos supuestamente nació cuando era un soldado reclutado en el ejército imperial austríaco y tenía un superior cuyo pasatiempo era fabricar globos terráqueos. Con el ejército llegó a Praga, donde después de su licencia encontró trabajo en el servicio postal y se instaló en Hradčany. En Praga conoció al cartógrafo Václav Merklas, que construyó el primer globo terráqueo en checo en 1848. Poco después, Merklas asumió un puesto de profesor y abandonó nuevos intentos de fabricar globos, por lo que regaló sus herramientas a Felkl en 1849. Felkl se mudó al casco antiguo en 1850 y sólo después comenzó a producir sus propios globos terráqueos. Inicialmente eran copias de los modelos de Merklas con un diámetro de 2,5 pulgadas (6 cm), 3,5 pulgadas (9 cm) y 4,5 pulgadas (11 cm), respectivamente. Dos amigos de su época militar ayudaron a Felkl a montar su taller. Fundó formalmente una empresa fabricante de globos terráqueos en 1854.

## Fabricación de globos terráqueos
El negocio creció rápidamente. En 1855, la empresa producía 800 globos terráqueos al año; en 1873 se había ampliado a 15 000 globos al año. Felkl utilizó una técnica de fabricación sencilla: se moldeaban globos de yeso en moldes de latón, sobre los que se pegaban tiras de papel impresas y, inicialmente, pintadas a mano. Posteriormente, algunos globos terráqueos también serían fabricados en cartón. Con la introducción de la coloración mediante litografía, en lugar de hacerlo a mano, los costes de producción bajaron aún más. La impresión se realizó en Praga pero desde el principio también en Leipzig. Con el rápido crecimiento de la empresa, en 1870 la fábrica para la fabricación de globos terráqueos de Felkl se trasladó de Praga a la cercana ciudad de Roztoky. En aquel momento, la empresa empleaba a unas 24 personas. Felkl también instaló su propia imprenta litográfica en Praga c. 1873. Ese mismo año, en la Exposición Universal de Viena de 1873, los globos terráqueos de Felk recibieron el primer premio y al año siguiente se aprobó una de las versiones en alemán de los globos para su uso en escuelas primarias y secundarias de Austria-Hungría. A esto le siguió en 1879 la aprobación del uso de una versión en checo en las escuelas de lengua checa. El hijo de Felkl entró en la empresa en 1875 como socio comercial de su padre, desde entonces la empresa pasó a denominarse «Felkl & Son». La empresa tuvo su apogeo en la década de 1890. En su apogeo fue la empresa manufacturera mundial más importante y conocida a nivel internacional de Austria-Hungría. Dominó el mercado interno y exportó miles de globos.
Aunque sus primeros modelos de globo terráqueo tenían texto en checo, pronto comenzó a imprimir y fabricar globos terráqueos en alemán, lo que le abrió un mercado más amplio. A partir de entonces, Felkl pronto se expandió y produjo globos terráqueos también en otros idiomas, utilizando traducciones de los globos terráqueos en alemán. En 1861, Felkl produjo globos terráqueos en inglés, neerlandés, húngaro, polaco y ruso. En 1877, la empresa de Felkl ofrecía globos terráqueos en 17 idiomas diferentes.
Ya en 1855, Felkl también produjo un globo celeste, que había desarrollado con la ayuda del director del Observatorio de Praga, Joseph Böhm. Felkl también cooperó con otros en la producción de sus globos terrestres, incluido el geógrafo alemán Otto Delitsch (que ayudó a Felkl a diseñar un globo terráqueo en relieve) y el estadístico checo Josef Erben, que colaboró con Felkl para encontrar la terminología adecuada para los globos terráqueos checos. Además de los globos terráqueos, la empresa también produjo una serie de otros instrumentos, como telurios y planetarios mecánicos.
Jan Felkl se casó con Maria Anna Jakob y la pareja tuvo nueve hijos. Jan Felkl murió el 7 de octubre de 1887. Después de su muerte, la empresa siguió funcionando y siguió siendo una empresa familiar. La producción se detuvo entre el advenimiento de la Primera Guerra Mundial en 1914 y 1921. La disgregación de Austria-Hungría después de la guerra significó la desaparición del mercado interno. La empresa tuvo un segundo período de éxito después de 1924, cuando fue pionera en la venta de globos iluminados. Sin embargo, los conflictos legales, la Segunda Guerra Mundial, la instalación del régimen comunista y, no menos importante, el aumento de la competencia llevaron a su declive. La empresa cerró formalmente en 1952.